# Vincenzo Camuccini
 Der er for få eller ingen kildehenvisninger i denne artikel, hvilket er et problem. Du kan hjælpe ved at angive troværdige kilder til de påstande, som fremføres i artiklen.

Vincenzo Camuccini (22. Februar 1771 – 2. September 1844) var en italiensk maler.
Han var en maler i Rom. Han har malet "Cæsars død" eller originalt "La mort de Cèsar".